# دیمیتری فومین
دیمیتری الکساندروویچ فومین (به روسی: Дмитрий Александрович Фомин) (زاده ۲۱ ژانویه ۱۹۶۸ در سواستوپل) بازیکن سابق تیم ملی والیبال روسیه و مدیر فعلی باشگاه زسکا مسکو است.